# Triunghiul Bermudelor

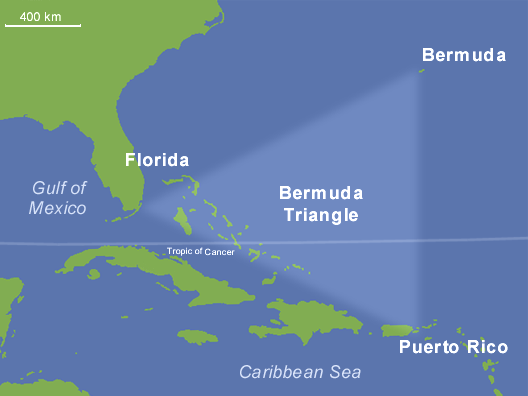
Triunghiul Bermudelor

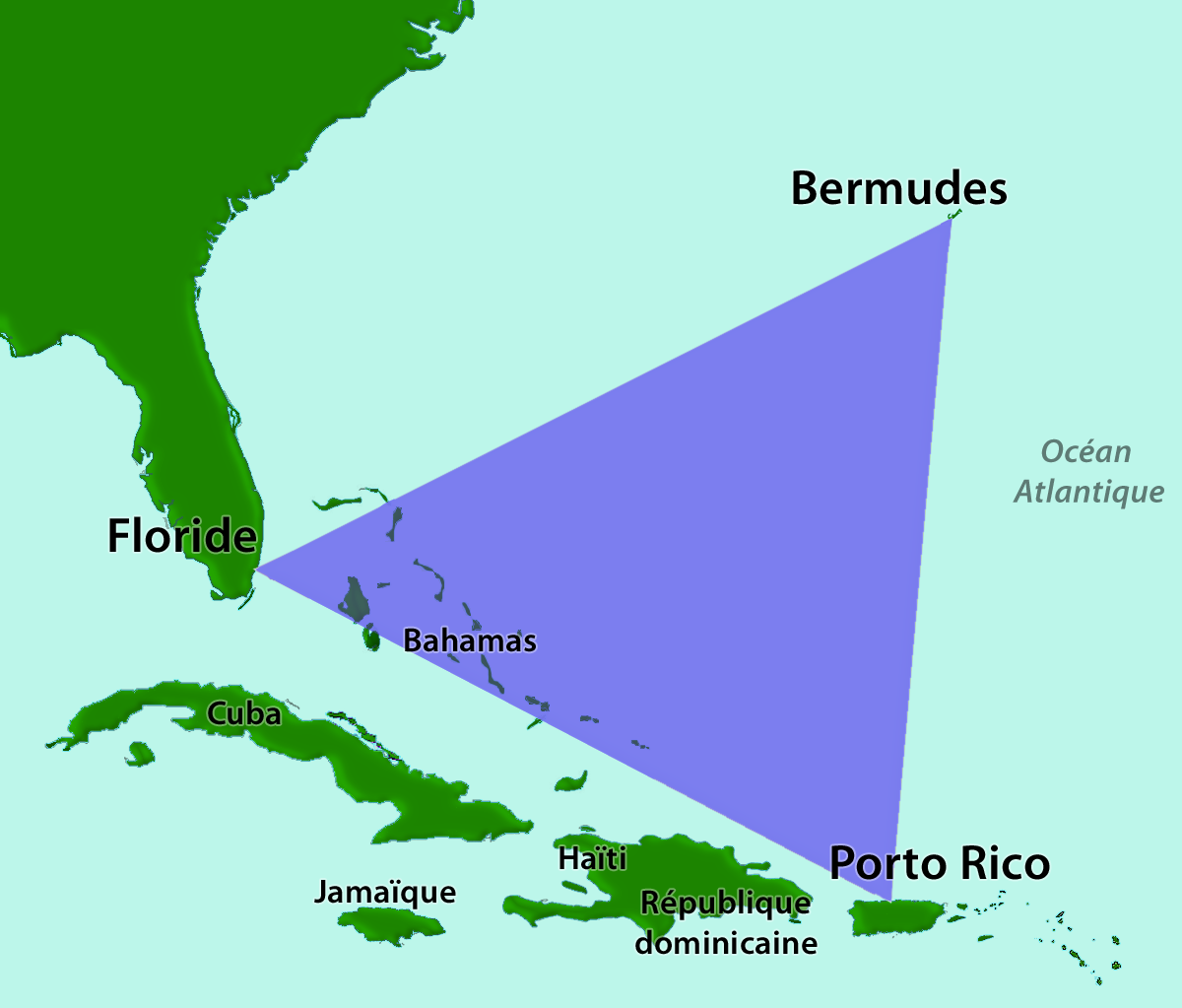
O altă versiune de reprezentare a zonei

Triunghiul Bermudelor (în engleză The Bermuda Triangle), cunoscut și sub numele de „Triunghiul Diavolului”, este o zonă aproximativ triunghiulară ca formă, cu cele trei colțuri localizate de Insulele Bermude, Puerto Rico și Fort Lauderdale, Florida în Oceanul Atlantic. Suprafața cuprinsă este de circa 1,2 milioane km². Există unele speculații că în această regiune se întâmplă foarte des fenomene paranormale, cum ar fi: dispariții ale unui număr mare de vase și aparate de zbor, activități paranormale în care legile fizicii sunt date peste cap, puse inclusiv pe seama ființelor extraterestre.
În ciuda acestor idei populare, Paza de Coastă a Statelor Unite și alte agenții citează statistici care indică faptul că numărul incidentelor de vase și avioane dispărute sau pierdute nu este mai mare decât în oricare altă zonă des circulată a lumii. Multe din așa-zisele mistere s-au dovedit a nu fi chiar atât de misterioase sau neobișnuite la o examinare mai amănunțită, conținând erori și scorneli care în multe cazuri au circulat și recirculat timp de zeci de ani.

## Istoric

### Primele citări și originea denumirii
Cristofor Columb a menționat animale ciudate văzute în zona triunghiului Bermudelor. Acesta scrie că la un moment dat, el și echipajul său au văzut "lumini ciudate dansând la orizont". În altă ocazie au observat ceea ce a fost probabil un meteorit căzând.
Prima mențiune documentată a disparițiilor din zonă a fost făcută în 1951 de către E.V.W. Jones într-un comentariu despre pierderi recente de vase, scris pentru agenția de presă Associated Press. Articolul lui Jones se referea la zonă sub numele "Triunghiul Diavolului" și sublinia "disparițiile misterioase" a unui număr de vase, aparate de zbor și mici ambarcațiuni din regiune. Acest nume a fost din nou pomenit în 1952 într-un articol din revista Fate  de George X. Sand, care descria mai multe "dispariții marine ciudate". În 1964, Vincent Geddis s-a referit la zonă ca "Mortalul triunghi al Bermudelor" ("The Deadly Bermuda Triangle") într-un articol din revista Argosy, după care numele "Triunghiul Bermudelor" a devenit cunoscut.
Triunghiul Bermudelor (cunoscut și sub numele de Triunghiul Diavolului) este o zonă triunghiulară din Oceanul Atlantic mărginită la extremități de Miami, Bermuda și Puerto Rico. Legenda spune că mulți oameni, ambarcațiuni și avioane au dispărut în mod misterios în această zonă. Câți au dispărut depinde însă de cine face localizarea și numărarea. Dimensiunea triunghiului variază între 500 000 de mile pătrate până la de trei ori mai mult în funcție de imaginația autorului. (Unii includ și Insulele Azore, Golful Mexic și Indiile de Vest în triunghi.) După unii misterul ar data din timpul lui Columb. Chiar și așa, estimările variază între 200 și 1 000 de incidente în ultimii 500 de ani. Howard Rosenberg susține că în 1973 Paza de Coastă SUA a răspuns la peste 8 000 de cereri de ajutor în zonă și că peste 50 vase și 20 avioane s-au scufundat în Triunghiul Bermudelor în ultimul secol.
Multe teorii au fost promulgate pentru a explica extraordinarul mister al dispariției acestor vase și avioane. Extratereștrii malefici, cristale reziduale din Atlantida, oameni răi cu aparate antigravitaționale sau alte tehnologii ciudate, vortexuri către o a patra dimensiune sunt ipotezele favorite ale scriitorilor de proză fantastică. Câmpuri magnetice ciudate și flatulențele oceanice (gaz metan provenit de pe fundul oceanului) sunt explicațiile preferate de mințile mai tehnice. Condiții meteorologice (furtuni, uragane, tsunami, cutremure, valuri mari, curenți, etc.), nenoroc, pirați, încărcături explozive, navigatori incompetenți și alte cauze umane și naturale sunt explicațiile date de investigatorii mai sceptici.
Există persoane sceptice care afirmă că faptele nu confirmă legenda, că nu există un mister ce necesită rezolvare și nimic nu trebuie explicat. Numărul epavelor din zonă nu este extraordinar de mare dacă ținem cont de dimensiunile acesteia, locația și traficul din zonă. Multe dintre vasele și avioanele care au fost identificate ca fiind dispărute în Triunghiul Bermudelor nu au fost acolo deloc. Investigațiile nu au prezentat încă dovezi științifice ale existenței unui fenomen neobișnuit implicat în dispariții. Prin urmare orice explicație, inclusiv cele științifice cum ar fi cele bazate pe eliberarea de gaz metan de pe fundul oceanului, anomalii magnetice, etc. nu sunt necesare. Adevăratul mister este cum a devenit Triunghiul Bermudelor un mister.
Legenda modernă a Triunghiului Bermudelor a apărut curând după ce cinci avioane ale armatei au dispărut într-o misiune de antrenament în timpul unei furtuni puternice în 1945 (aceasta furtuna de fapt nu a existat). Cea mai logică explicație pentru această dispariție este aceea că compasul pilotului principal lt. Charles Taylor s-a defectat, de fapt aceasta afirmatie nu este adevarată deoarece nu numai căpitanul Taylor avea compasul defectat ci și copilotul său, iar atunci când turnul de control i-a contactat amandoi au declarat ca busolele "au luat-o razna din bun senin". Avioanele de antrenament erau echipate cu instrumente de navigare care să funcționeze bine. Grupul a fost dezorientat și pur și simplu a rămas fără combustibil, nici acest lucru nu ar fi posibil deoarece toate navele aveau combustibil suficient pentru un zbor de 1000 de mile. Totuși, ceva chiar s-a întâmplat dar acest fenomen nu trebuie neapărat clasat la capitolul "supranatural", dar poate sa fie clasat la capitolul misterelor nerezolvate. Însă, chiar dacă toate cele 5 avioane au fost defectate sau ar fi rămas fără combustibil, aceste 5 avioane erau toate de tip Avengers și în cazul aterizărilor forțate, acestea erau capabile să plutească lin 90 de minute, iar echipajul era instruit să abandoneze avionul în 60 de secunde și plutele de salvare erau la îndemână. Și totodată avionul de salvare trimis pe urmele lor a dispărut și el într-un mod la fel de neclar.
De-a lungul anilor au apărut zeci de articole, cărți și programe de televiziune promovând misterul Triunghiului Bermudelor. În urma studierii materialelor existente Larry Kushe a descoperit că puțini au realizat investigații asupra misterului, mulți mulțumindu-se doar să transmită mai departe speculațiile predecesorilor ca și cum acestea ar fi fost adevăruri incontestabile. Nimeni nu a ajutat mai mult la crearea acestui mit decât Charles Berlitz care a scris un bestseller cu acest subiect în 1974. După examinarea unui raport oficial de peste 400 pagini al Comisiei de Investigații a Marinei referitor la dispariția avioanelor din 1945 Kushe a descoperit că Comisia nu era uimită deloc de incident și nu a menționat presupusele transmisii radio citate de Berlitz în cartea sa. După spusele lui Kushe, ce nu a fost greșit interpretat de Berlitz a fost inventat. Kushe scrie: "Dacă Berlitz afirma că un vapor era de culoare roșie șansele ca acesta să fii fost de oricare altă culoare sunt aproape o certitudine." Berlitz însă nu a inventat numele, acesta i-a fost dat de Vincent Gaddis în "Mortalul Triunghi al Bermudelor" apărută în numărul din februarie 1964 al revistei Argosy care era dedicată ficțiunii.
Pe scurt, misterul Triunghiului Bermudelor a devenit un mister pe baza mass media, care a transmis fără a cerceta speculațiile conform cărora ceva misterios se petrece în Oceanul Atlantic.
În decursul a mai mulți ani au dispărut misterios într-o zonă din oceanul Atlantic, până în Florida respectiv Miami până la coasta nordică a insulei Porto Rico, de acolo urcând până în insulele Bermude având astfel forma unui triunghi.

## Vezi și
- Triunghiul morții (Marea Neagră)
- Cono de Arita
- Câte-n lună și în stele, episodul 1